# Ise (Mie)
Ise (jap. 伊勢市, -shi, bis 1955 Ujiyamada) ist eine Stadt in der Präfektur Mie auf der japanischen Hauptinsel Honshū. Sie liegt auf der Shima-Halbinsel an der Ise-Bucht, südlich von Nagoya.
Die Stadt liegt inmitten  einer landwirtschaftlich geprägten Region, wo Tee und Orangen angebaut werden. Aber auch Lackwaren, Papier und Elektrogeräte werden in Ise produziert. Im Hafenviertel gibt es mehrere Schiffswerften.

## Geschichte
Die Stadt Uji-Yamada entstand 1889 im Kreis Watarai aus den Städten Uji und Yamada. 1906 wurde sie als Uji-Yamada-shi (宇治山田市) kreisfrei. In der Großen Shōwa-Gebietsreform wurde sie nach mehreren Eingemeindungen 1955 nach der Provinz und dem Schrein in Ise-shi umbenannt.

## Geographie
Ise liegt westlich von Toba und südlich von Tsu an der Ise-Bucht.

## Angrenzende Städte und Gemeinden
- Toba
- Shima
- Minami-ise
- Meiwa
- Tamaki
- Watarai

## Wallfahrtsstätte

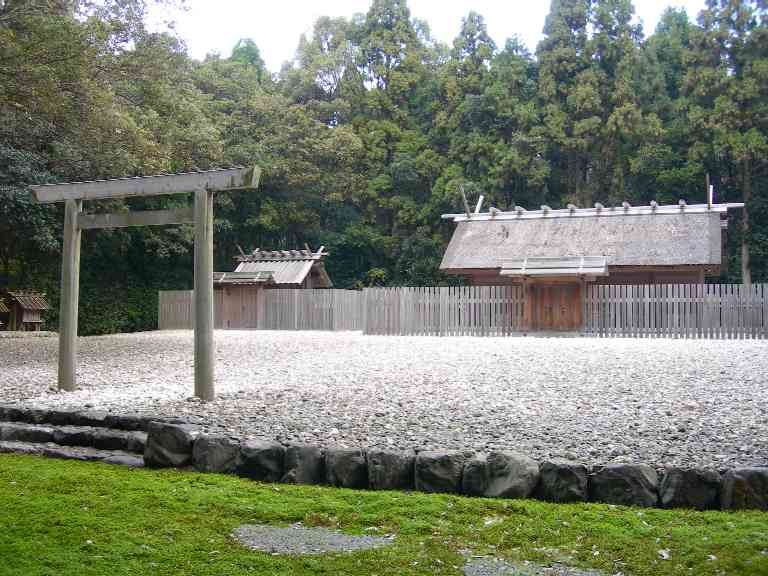
Ise-Schrein

Der Wallfahrtsort beherbergt den Ise-Schrein (Ise Jingū), das höchste shintoistische Heiligtum des Landes.

## Verkehr
- Zug:
  - JR Sangū-Linie
  - Kintetsu Toba-Linie
  - Kintetsu Yamada-Linie
- Straße:
  - Ise-Autobahn
  - Nationalstraßen 23, 42, 167

## Söhne und Töchter der Stadt
- Musō Soseki (1275–1351), Zen-Meister, Politikberater, Gartengestalter und Kalligraph
- Itō Shōha (1877–1968), Malerin
- Kon Ichikawa (1915–2008), Filmregisseur, Drehbuchautor, Filmproduzent
- Isao Takahata (1935–2018), Regisseur und Produzent von Animeserien und -filmen
- Mizuki Noguchi (* 1978), Marathonläuferin
- Hiroki Mizumoto (* 1985), Fußballspieler
- Misaki Onishi (* 1985), Langstreckenläuferin
- Yucco Miller (* 1990), Jazz-Musikerin und Webvideoproduzentin
- Yuri Hosei (* 2005), palauische Schwimmerin

## Einzelnachweise

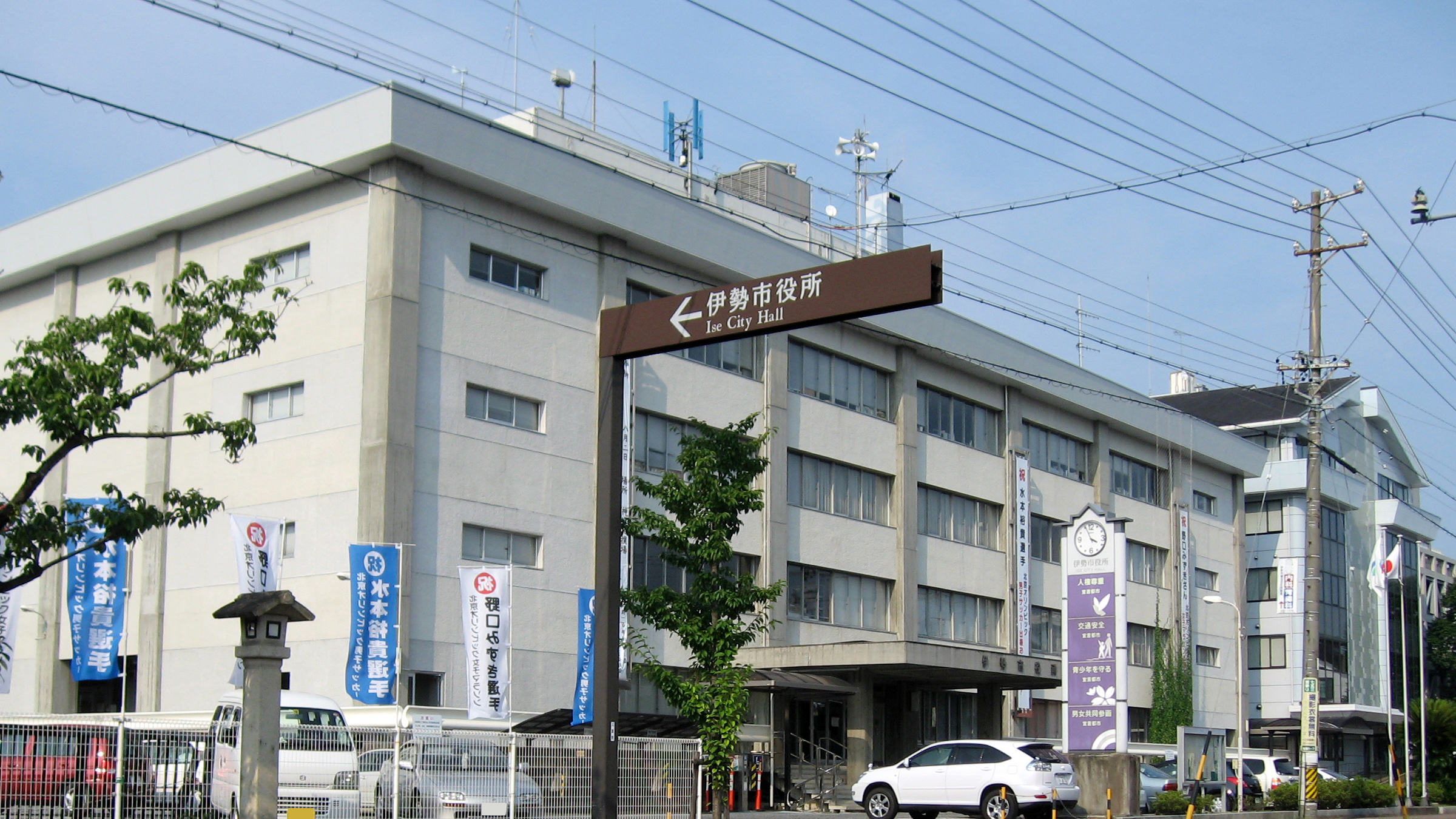
Rathaus von Ise